# Breakers de Portland
Ne doit pas être confondu avec la franchise créée en 2021 des Breakers de La Nouvelle-Orléans (2022), ni avec l'équipe de football féminin des Breakers de Boston.
Les Breakers de Portland (en anglais : Portland Breakers) sont une franchise professionnelle de football américain basée à Portland qui a participé aux championnats organisés par l'United States Football League entre 1983 et 1985.
La franchise installée à Boston en 1983 joue au Nickerson Field. En 1984, elle joue ses matchs à La Nouvelle-Orléans au Louisiana Superdome puis déménage à Portland en 1985 où elle joue au Civic Stadium.
Le plus fameux joueur des Breakers était Marcus Dupree (1984-1985).
| Saisons                         | Vic. | Déf. | Nuls | Classements       | Phase finales |
| ------------------------------- | ---- | ---- | ---- | ----------------- | ------------- |
| Breakers de Boston              |      |      |      |                   |               |
| 1983                            | 11   | 7    | 0    | USFL 2e Atlantic  | --            |
| Breakers de La Nouvelle-Orléans |      |      |      |                   |               |
| 1984                            | 8    | 10   | 0    | USFL 3e Est - Sud | --            |
| Breakers de Portland            |      |      |      |                   |               |
| 1985                            | 6    | 12   | 0    | USFL 5e Ouest     | --            |